# Sharamentsa
Sharamentsa ist eine Siedlung in Ost-Ecuador in der Provinz Pastaza.

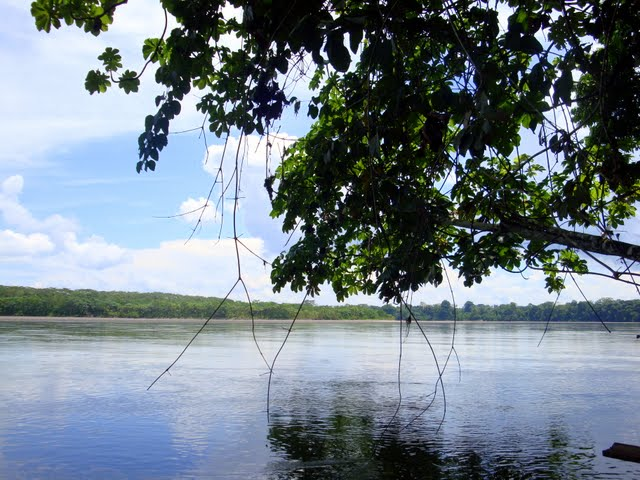
Rio Pastaza

Die Siedlung liegt etwa 30 km von der Grenze zu Peru entfernt südöstlich von Puyo am linken Flussufer des Río Pastaza. In ihr leben 103 Angehörige des Achuar-Volkes, das nur noch etwa 3000 Personen umfasst. 
In Sharamentsa gibt es eine Zusammenarbeit mit dem Amazonica-Pilotprojekt. Die Einwohner bereiten derzeit ein Ökotourismusprojekt mit Hotel und Solarenergieanlagen für den Wissenschaftstourismus vor, auch um den dort intakten tropischen Tieflandprimärwald zu schützen.